# Organização do Tratado do Sudeste Asiático

Países membros do SEATO.

Organização do Tratado do Sudeste Asiático (inglês: The Southeast Asia Treaty Organization - SEATO) foi uma organização internacional para defesa coletiva, criada pelo Tratado de Defesa Coletiva do Sudeste Asiático ou Pacto de Manila, assinado em 8 de setembro de 1954. A organização formal da SEATO foi estabelecida num encontro em Bangkok, Tailândia, em fevereiro de 1955, onde seu quartel-general foi estabelecido, sendo seu objetivo principal bloquear possíveis avanços comunistas no sudeste da Ásia. A organização foi dissolvida em 30 de junho de 1977.
A organização foi planejada para ser uma versão asiática da OTAN, na qual as forças militares de cada um de seus membros seriam coordenadas para fazer conjuntamente a defesa de cada um dos países signatários. A SEATO usava partes das forças armadas de cada país-membro para manobras militares conjuntas anuais.
Era formada por oito países: Austrália, França, Nova Zelândia, Paquistão, Filipinas, Tailândia, Grã-Bretanha e Estados Unidos. Mais três países participavam como observadores: Vietnã do sul, Reino de Laos e Camboja. Justamente os que possuíam laços com os países comunistas, apoiados pela República Popular da China e secretamente apoiados pela União Soviética.